# 佩列托基 (科斯托皮爾區)
50°58′9″N 26°13′7″E / 50.96917°N 26.21861°E
佩列托基（烏克蘭語：Перетоки），是烏克蘭西北部的村莊，隸屬里夫內州的里夫內區。該村始建於1920年，面積0.73平方公里，海拔高度191米，2001年人口381，人口密度每平方公里521.9人。